# Calliteara albibasalis
Calliteara albibasalis este o molie din familia Erebidae. Se găsește în Gabon.

## Legături externe
- en Baza de date a genului Lepidoptera la Muzeul de istorie naturală